# 어둠의 공포

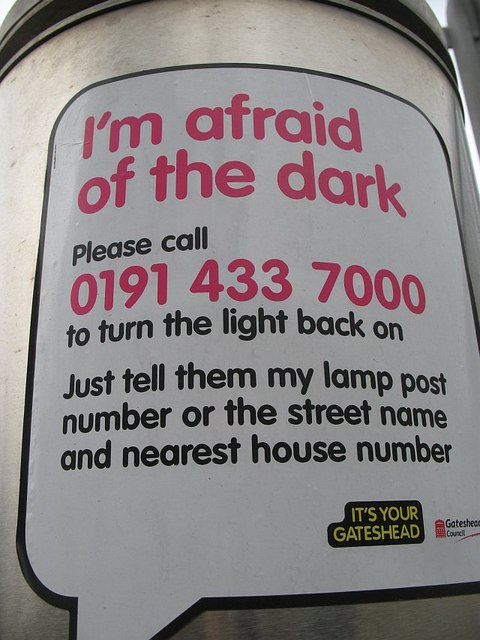
영국 게이츠헤드 가로등

어둠의 공포(fear of the dark)는 어린이나 성인에게 다양한 수준으로 나타나는 공포나 공포 장애이다. 어둠의 공포는 일반적으로 어둠 그 자체의 공포로 어둠에 의해 은폐 불가능하거나 상상되는 위험을 두려워하지 않는다. 어느 정도의 어둠의 공포는 특히 아동 발달의 단계로, 자연적이다. 대부분의 전문가들은 어둠의 공포가 2세 이전에는 좀처럼 나타나지 않는다고 보고했다. 어둠의 공포가 병적인 것으로 간주될 만큼 심각한 수준에 도달하면, 그것은 때때로 어둠공포증 (achluophobia), 암소공포증 (nyctophobia, 그리스어 νυξ, "밤"), scotophobia (σκότος - "어둠"), 또는 lygophobia(λυγή - "황혼")이라고 한다.

## 같이 보기
- 공포증 목록